# Vatartum
Vatartum (vagy Varartum, 𒋛𒀀𒌈 SI.A-tum, SI.A-tu4, akkád warartum) a III. uri dinasztia alapítójának, Ur-nammunak felesége. Négy gyermekük ismert, Sulgi, Ennirgálanna és két ismeretlen nevű leány, egyikük Inanna főpapnője, másikuk Apilkín mári király fiának felesége. A neve Ur-Nammu egy feliratán maradt fenn, ahol egyértelműen olvasható, hogy az ő felesége. A név még Sulgi egyik feliratán is előfordul, de ebből nem derül ki, hogy Sulgi anyja lenne, mivel a név után olvashatatlan a tábla.
Neve az akkád (w)atru(m), utru egy alakja, jelentése: hatalmas, tökéletes, feljebbvaló, pompás, nagyszerű.